# Conservatorio di Musica Giuseppe Verdi di Como
Das Konservatorium „Giuseppe Verdi“ (italienisch: Conservatorio di Musica «Giuseppe Verdi» di Como) ist eine Musikhochschule in Como und Mitglied der Association Européenne des Conservatoires, Académies de Musique et Musikhochschulen (AEC).
Das Konservatorium in Como wurde 1982 als Außenstelle des Mailänder Konservatoriums „Giuseppe Verdi“ eingerichtet und ist seit 1996 selbständig. Es gehört somit zu den jüngsten Musikhochschulen der Region Lombardei. Die Hochschule hat ihren Sitz in einem historischen Hospitalbau aus der Zeit der Renaissance.